# رسم نايكست

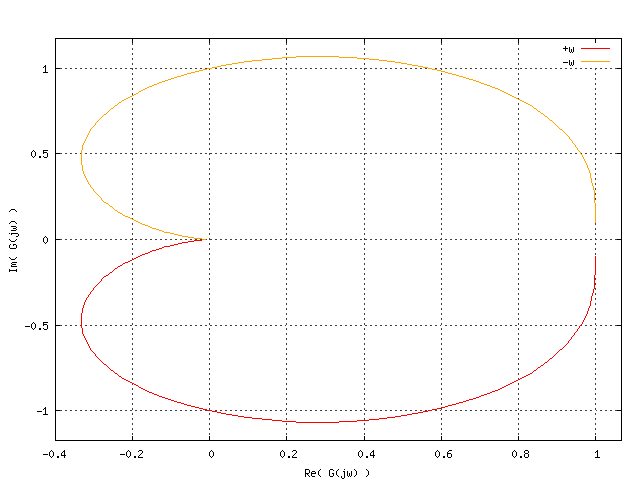
The Nyquist plot for.

رسم نايكست أو مخطط نايكست هو رسم يعد بمثابة طريقة تكشف الاستجابة الترددية لنظام خطي ما، ويطهر الرسم شكل الاستجابة على هيئة إتساع وطور في رسمة واحدة على عكس رسم بودي الذي يعرضهما في رسمتين مختلفتين.
يرسم نايكست قيمة الاستجابة وزاويتها لكل قيمة من التردد بدأ ن الصفر وحتى المالانهاية، حيث أن التردد هو المتغير في رسم نايكست وهو الذي يمثل محور السينات بينما تمثل الاستجابة بمحور الصادات، ويمكن عبر مشاهدة الرسم وبعد القيام بعملية رياضية تسمى معيار نايكست للاستقرارية معرفة إذا ما كان النظام مستقر أو غير مستقر.
رسم نايكست هو رسم إحداثي قطبي يقوم برسم الأرقام التخيلية (المركبة) أوجده هاري نايكست حينما كان يعمل في معامل بل المتطورة حينها.